# 倉西裕子
倉西 裕子（くらにし ゆうこ、1963年5月14日 - ）は、日本の歴史学者。専門領域は日本書紀紀年法。

## 略歴
東京都生まれ、宮城県仙台市育ち。父は土木工学者で東北大学名誉教授の倉西茂。双子の妹は倉西雅子。1982年宮城県第二女子高等学校卒業。1986年日本女子大学文学部史学科卒業（中世英国史専攻）。大成建設東北支店、三菱総合研究所を経て、日本赤十字社国際部に勤務。1996年に同社を退社し、日本史・世界史の研究に入る。

## 著書
- 『日本書紀の真実 紀年論を解く』2003　講談社選書メチエ
- 『「記紀」はいかにして成立したか 「天」の史書と「地」の史書』2004　講談社選書メチエ
- 『聖徳太子と法隆寺の謎 交差する飛鳥時代と奈良時代』平凡社　2005
- 『国宝・百済観音は誰なのか? 実在したモデルとその素顔』小学館　2006
- 『救世観音像封印の謎』白水社　2007
- 『吉備大臣入唐絵巻 知られざる古代中世一千年史』勉誠出版　2009
- 『古代史から解く伴大納言絵巻の謎』勉誠出版　2009
- 『仏教伝来の源流 百済観音と救世観音がむすぶ東洋と西洋』勉誠出版　2010
- 『源氏物語が語る古代史 交差する日本書紀と源氏物語』勉誠出版　2011